# Michail Abramovič Švejcer
Michail Abramovič Švejcer (Perm', 16 febbraio 1920 – Mosca, 2 giugno 2000) è stato un regista cinematografico sovietico.

## Filmografia (parziale)

### Regista
- Put' slavy (1948)
- Čužaja rodnja (1955)
- Tugoj uzel (1956)
- Voskresenie (1960)
- Mičman Panin (1960)
- Vremja, vperёd! (1965)
- Zolotoj telёnok (1968)
- Smešnye ljudi! (1977)
- Krejcerova sonata (1987)